# Ketazocin
Ketazocin (INN), takođe poznat kao ketociklazocin, je benzomorfanski derivativ koji se koristi u istraživanjima opioidnih receptora. Ketociklazocin je egzogeni opioid koji se vezuje za kapa opioidni receptor.
Aktivacija ovog receptora uzrokuje umanjenje senzacije bola i povećanje pospanosti, ali takođe može da bude uzrok psiholoških simptoma kao što su osećanje nelagodnosti, paranoje, i halucinacija. On može da dovede do povišenja produkcije urina, zato što inhibira oslobađanje vazopresina. (Vazopresin je endogena supstanca koja pomaže u regulaciji fluidnog i elektrolitnog balansa u telu i umanjuje količinu vode oslobođene u urin.)

## Literatura
1. ↑  Leander JD (1982 Sep). „Effects of ketazocine, ethylketazocine and phenazocine on schedule-controlled behavior: antagonism by naloxone”. Neuropharmacology. 21 (9): 923—8. PMID 6128693. Проверите вредност парамет(а)ра за датум: |date= (помоћ)

|  | Molimo Vas, obratite pažnju na važno upozorenje u vezi sa temama iz oblasti medicine (zdravlja). |